# Маджар
Маджар (рус. Маджар, Маджары, мађ. Magyar) је био средњевековни град Златне Хорде у 13-16 веку на Северном Кавказу, који се налази на месту савременог Будјоновска (раније града Светог Крста). Некада је играо велику улогу у трговини између Идел-Урала, Кавказа и црноморског региона. У периоду од 1310 до 1311. град је ковао сопствени новац. Године 1395. опљачкале су га Тимурове трупе. Место је био центар укрштања транзитних трговачких путева од Закавказја до Северног Црноморског региона и Поволгожја.
Рушевине зграда, као и јавних купатила, водовода и радионица, и други остаци старог града налазе се на реци Куми у близини Будјоновска, Ставропољски крај, Русија.
Име му потиче од мађарског аутонима Мађара.
Град је посетио Ибн Батута око 1332: „Тада сам кренуо у град ал-Махар, велики град, један од најлепших градова Турака, на великој реци, и поседнут баштама и воћем у изобиљу”.
Ту се можда налазио непознати хазарски град, који датира још из 2. века нове ере, а неки историчари сматрају да је то био главни град изгубљеног источно-угарског средњовековног краљевства које се Аланима помиње северно у папској були из 1329. године
Најближи данашњи насељени град је Будјоновск, чијих пет историјских имена су следећа: Magyar - Маджар (VI (?)-XVI sz.) • Karabaglü - Карабаглы (1796 - 1799.) • Szent Kereszt - Святой Крест (1799 - 1921.) • Prikumszk - Прикумск (1921 – 1935.), (1957 - 1973.) • Bugyonovszk - Будённовск (1935 – 1957.) и од 1974 – данас.

## Историја Маджара
У „Дербенд-нама” („Историја Дербента”), историјском делу из 17. века, Велики и Мали Мађари се помињу од 8. века као градови Хазарског каганата. Међутим, нема доказа о томе у синхроним изворима. Мада, постоји теорија да настанак града заправо датира из времена Хазара и да је повезан са историјом Мађара, који су лутали црноморским степама. Мађарски научник Јан Шарл де Бас, који је посетио рушевине Маджара око 1830. године, покушао је да провери ову хипотезу. У својој књизи о овом путовању написао је: „Ево, коначно, Олу, или Велики Мађари. Гледам около на све стране, тражим трагове овог некада великог и величанственог града, али је бескорисно, све је нестало.” Немачки ботаничар и дендролог Карл-Хајнрих Кох, посетивши рушевине 1837. године, сугерисао је да је део становништва напустио Маджар тек након доласка татарско-монголских хорди, раштрканих међу планинским кавкаским народима. Према Кокху, неки кланови Дигоранаца, Балкара, Чечена и Урусбијева повезују своје порекло са становништвом древног Маджара. Конкретно, чувени Дигорски клан Бадилатс води своју генеалогију до потомака Мађар-кана. Такође, део Моздокских Кумика (Тјумењ) и Брагунских Кумика (ЧР) везују се за порекло из региона Маджара.
Легенду о праоцу Мађара, Магору, забележио је Шимон из Кезе у „Делима Хуна и Мађара” („Gesta Hunnorum et Hungarorum”) око 1283. године. Према легенди, два брата, Хунор и Магор, некада су живели у близини Меотиде (Азовско море), а једног дана су у лову срели жене Буљарових синова и две ћерке аланског принца Дуле. Хунор и Магор су почели да убеђују и на крају су успели да убеде девојке да се удају за њих. Тако су, како легенда каже, Хунор и једна од кћери аланског принца постале преци Хуна, док су Магор и друга ћерка аланског принца постале преци Мађара. Археолог Е.В. Ртвеладзе, на историјској карти Северног Кавказа из времена Златне Хорде, коју је саставио (1974. године), одвојено од Великог Маджара, означио је Горњу и Доњу Маджаре као аланске градове.
Током свог процвата (XIII—XIV век) град је био велики занатски и трговачки центар у саставу Златне Хорде, 1310 — 1311. године имао је посебан статус и ковао је сопствени новац. Становништво је било мешовитог националног састава: Турци, Руси, Алани, Јевреји итд. Маджар помињу Абу-л-Гази Кан (у наративу из 1282. године) и Абу-л-Фида у својој географији (1321.)
Новчићи локалног ковања са именом Јани Бега, пронађени од стране археолога на територији насеља Маџар, указују на то да је током његове владавине, 1342-1357, град био главна резиденција кана Златне Хорде. Године 1342 — 1343. у Маджару, за практичне потребе ханаке, преписана је суфијска енциклопедија „Раихан ал-хакаиик” од Ад-Дарбандија. Убиством Јани бега 1357. године у Златној Хорди је почело „време невоља“ грађанских сукоба. У почетку је град постао део поседа Килди бега (1361 — 1362), а након његове смрти, у борби против кана Мурида, постао је самосталан посед. О томе се може судити по бакарном новцу са својеврсним контрамарком, који није пронађен нигде другде осим на локалитету Маджар. О екстензивним трговачким односима града сведочи велики број иностраног новца (укључујући персијски и индијски златник). Неко време град је био део домена Темник Мамај. Постоји легенда да је управо из Маджара, Мамај кренуо у историјски поход на Русију, који се завршио поразом на Куликовом пољу. Од 1380. Маджар је прешао у посед Мамајевог ривала, кана Токтамиша.
После лаке победе Тамерланових (Тимурових) трупа над Токтамишом 1395. године, град је потпуно уништен. Сам Тамерлан није учествовао у освајању Маджара. Град је опљачкао његов војсковођа Мираншах дуж путање Мираншахове војске до ушћа Дона да би се придружио главној војсци. У наредним деценијама након Тамерланове инвазије, дошло је до оживљавања привредне активности Маджара, о чему сведоче бакарни новчићи ковани локално, по угледу на бакарни новац Токтамиша.
Након распада Златне Хорде, од 1459. године град је био део Астраханског каната. 2. јуна 1556. мали одред козака је без борбе ушао у Астрахан, а канат је престао да постоји. Од овог времена почело је пустошење града.
У наредним вековима, све до потпуног уништења маузолеја, Маджар је посећивало околно муслиманско становништво као свето место за сахрањивање њихових предака.